# NGC 2124
NGC 2124 ist eine Spiralgalaxie vom Hubble-Typ Sb im Sternbild Lepus am Südsternhimmel. Sie ist schätzungsweise 126 Millionen Lichtjahre von der Milchstraße entfernt und hat einen Durchmesser von etwa 105.000 Lj.
Das Objekt wurde am 20. Oktober 1784 von Wilhelm Herschel entdeckt.